# 아서 케네디

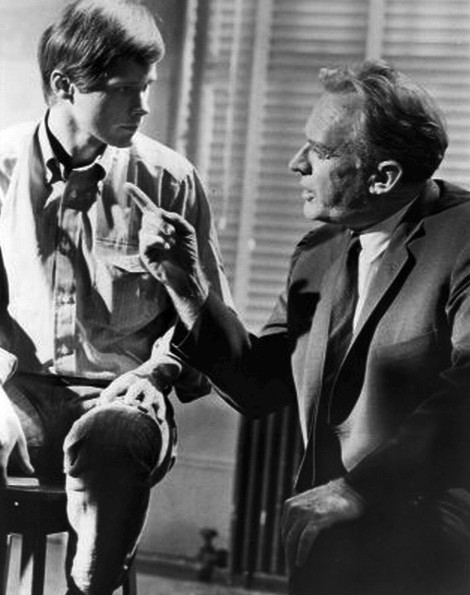

아서 케네디(Arthur Kennedy, 1914년 2월 17일 ~ 1990년 1월 5일)는 미국의 연극 배우, 영화배우, 배우, 텔레비전 배우이다.
우스터에서 태어났다.

## 영화
- 사인 오프 라이프 (1989년)
- 치명적인 무기의 공격 (1982년)
- 방랑의 천사 (1977년)
- 안티크라이스트(영어판) (1974년)
- 렛 슬리핑 콥시즈 라이 (1974년)
- 나의 아들 리코 (1973년)
- 샤크! (1969년) - 덕 역
- 안지오의 영웅들 (1968년)
- 바디 캡슐 (1966년)
- 네바다 스미스 (1966년)
- 이탈리아니 브라바 젠테 (1964년)
- 샤이안 (1964년)
- 청춘의 모험 (1962년)
- 바라바 (1962년)
- 아라비아의 로렌스 (1962년)
- 더 듀퐁트 쇼 오브 더 위크 (1961년)
- 패딩턴 발 4시 50분 (1961년)
- 엘머 갠트리 (1960년)
- 피서지에서 생긴 일 (1959년)
- 섬 컴 러닝 (1958년)
- 페이튼 플레이스 (1957년)
- 심판 (1955년)
- 필사의 도망자 (1955년)
- 라라미에서 온 사나이 (1955년)
- 오명의 목장 (1952년)
- 러스티 맨 (1952년)
- 분노의 강 (1952년)
- 빛나는 승리 (1951년)
- 윈도우 (1949년)
- 챔피언 (1949년)
- 부메랑 (1947년)
- 에어 포스 (1943년)
- 데스퍼레이트 저니 (1942년)
- 하이 시에라 (1941년) - 레드 역
- 장렬 제7기병대 (1941년)